# Кевин Филипс
Кевин Марк Филипс (на английски: Kevin Mark Phillips) е английски футболист роден на 25 юли 1973 г. в Хичин, Хартфордшър, Англия. Той играе за английския ФК Блекпул.

## Кариера
Кевин преминава през юношеските формации на Саутхямптън, където играе като десен защитник. Впоследствие бива продаден на полу-професионалния Балдок Таун. Там вече той се оформя като типичен нападател. След като отбелязва доста голове, той бива забелязан от тогавашния мениджър на Уотфорд Глен Рьодер и е закупен за скромната сума от 10 000 паунда. След контузии на доста от нападателите мениджърът решава да го вземе в първия състав. Въпреки че отбелязва доста голове той остава резерва и това не му харесва. Уговаря се с Ипсуич да премине в техния състав за 250 000 паунда, но от отбора му не го пускат за по-малко от 300 000 и тогава от Съндърланд предлагат 350 000 и той преминава при „Черните котки“. Кевин заварва отбора току-що изпаднал от Висшата лига. След 2 сезона, в които той не играе много най-накрая става титуляр и отбелязва невероятните 35 гола във всички турнири и заслужено печели Златната обувка за сезон 1999/00. След този изключителен за играча сезон кариерата му преминава в Саутхямптън, едносезонен период в Астън Вила, Уест Бром и играе за Бирмингам, като е резерва. На 18 юни 2010 г. подписва нов едногодишен договор със „Сините“, а на 10 юли следващата година подписва нов едногодишен договор с „мандарините“ от Блекпул.